# Maipú
Maipú é uma cidade na Província de Mendoza. É a capital do Maipú. É localizada a uma distância curta da capital da província, Mendoza
Maipú está no centro de uma importante região em crescimento e tem um museu do vinho. A sua população é de 89,433 habitantes (Censo de 2001 INDEC)